# Driss Bensaddou
Driss Bensaddou (né le 1er janvier 1967) est un ancien athlète marocain, spécialiste du sprint.
Détenteur de l'ancien record national du 100 m, avec 10 s 34 obtenu à Casablanca le 12 juillet 1992, il a représenté le Maroc aux Championnats du monde de 1993 à Stuttgart. Il détient également le record du relais 4 × 100 m.